# Smilax erecta
Smilax erecta är en enhjärtbladig växtart som beskrevs av Elmer Drew Merrill. Smilax erecta ingår i släktet Smilax och familjen Smilacaceae. Inga underarter finns listade.